# Alture di Salair

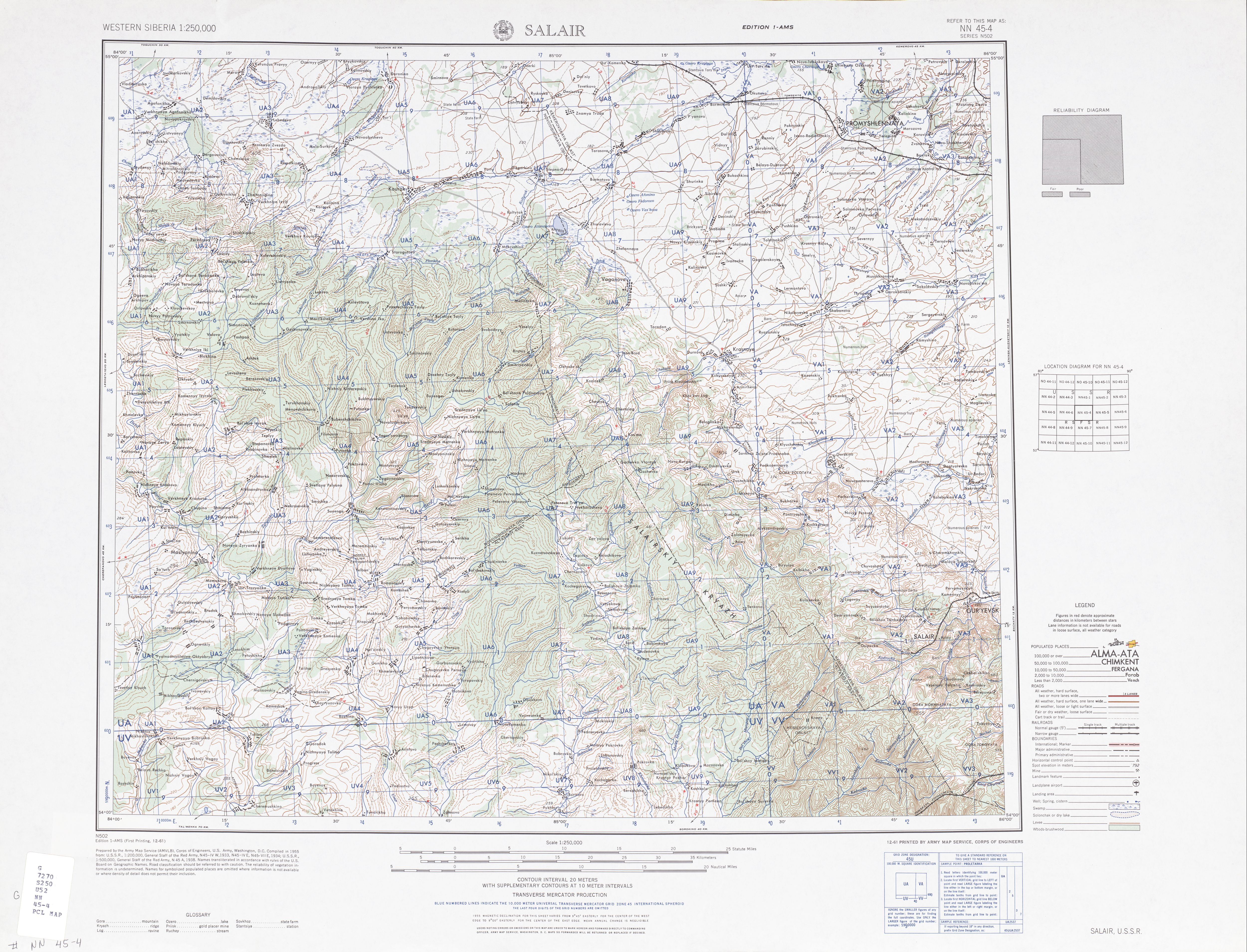
Mappa dell'area

Le alture di Salair (in russo Салаирский кряж?, Salairskij kriaž) o cresta di Salair, sono dei rilievi di bassa montagna nella Siberia meridionale. Si trovano nel territorio delle oblast' di Kemerovo e Novosibirsk e del Territorio dell'Altaj, in Russia.

## Geografia
La cresta montuosa inizia  dagli speroni dei monti Altaj (a sud), nel Territorio dell'Altaj, dove nasce il fiume Čumyš il quale poi scorre a sud-ovest lungo le alture; sono delimitate a nord-est dalla depressione di Kuzneck e la valle del fiume Kondoma la separa a sud-est dalla catena Kuzneckij Alatau.
Da nord a sud ha una lunghezza di circa 300 km ed è larga dai 15 ai 40 km. L'altitudine massima è di 621 m (monte Kivda). La cresta di Salair nella sua parte meridionale è uno spartiacque tra i bacini dei fiumi Čumyš e Tom', a nord tra Ob' e Tom'. Altri importanti fiumi della regione sono il Berd' e l'Inja.
Una caratteristica della cresta di Salair è il suo pendio nord-orientale che in alcuni punti sale bruscamente, come un muro, sopra la pianura. Un esempio è la dorsale Tyrgan (гряда Тырган) chiamata "Monte dei Venti" («гора Ветров») alle spalle della città di Prokop'evsk.
La cresta è composta da pietra calcarea, arenaria e vulcanica. Esistono depositi di oro e minerali metalliferi.